# 大船渡丸森駅
大船渡丸森駅（おおふなとまるもりえき）は、岩手県大船渡市大船渡町にある、東日本旅客鉄道（JR東日本）大船渡線BRT（バス高速輸送システム）のバス停留所である。
大船渡線BRTの運行開始後に新設された。

## 歴史
大船渡市の要望を受けて開設された駅である。

### 年表
- 2019年（令和元年）10月9日：JR東日本が当駅の開設を発表[2]。開業予定は2020年（令和2年）春とされた。
- 2020年（令和2年）3月14日：開業[3][4][1]。

## 駅構造
一車線の既設専用道上の両側に、下り盛方面行き、上り気仙沼方面行きの乗降場が相対して設置されている。
上り乗降場には待合室と上家、下り乗降場には上家が整備されている。

## 利用状況
JR東日本によると、2023年度（令和5年度）の1日平均乗車人員は2人である。
開業後の推移は以下のとおりである。
| 乗車人員推移       | 乗車人員推移     | 乗車人員推移   |
| 年度               | 1日平均 乗車人員 | 出典           |
| ------------------ | ---------------- | -------------- |
| 2019年（令和元年） | 8                | [ 利用客数 2 ] |
| 2020年（令和02年） | 5                | [ 利用客数 3 ] |
| 2021年（令和03年） | 9                | [ 利用客数 4 ] |
| 2022年（令和04年） | 4                | [ 利用客数 5 ] |
| 2023年（令和05年） | 2                | [ 利用客数 1 ] |

## 駅周辺

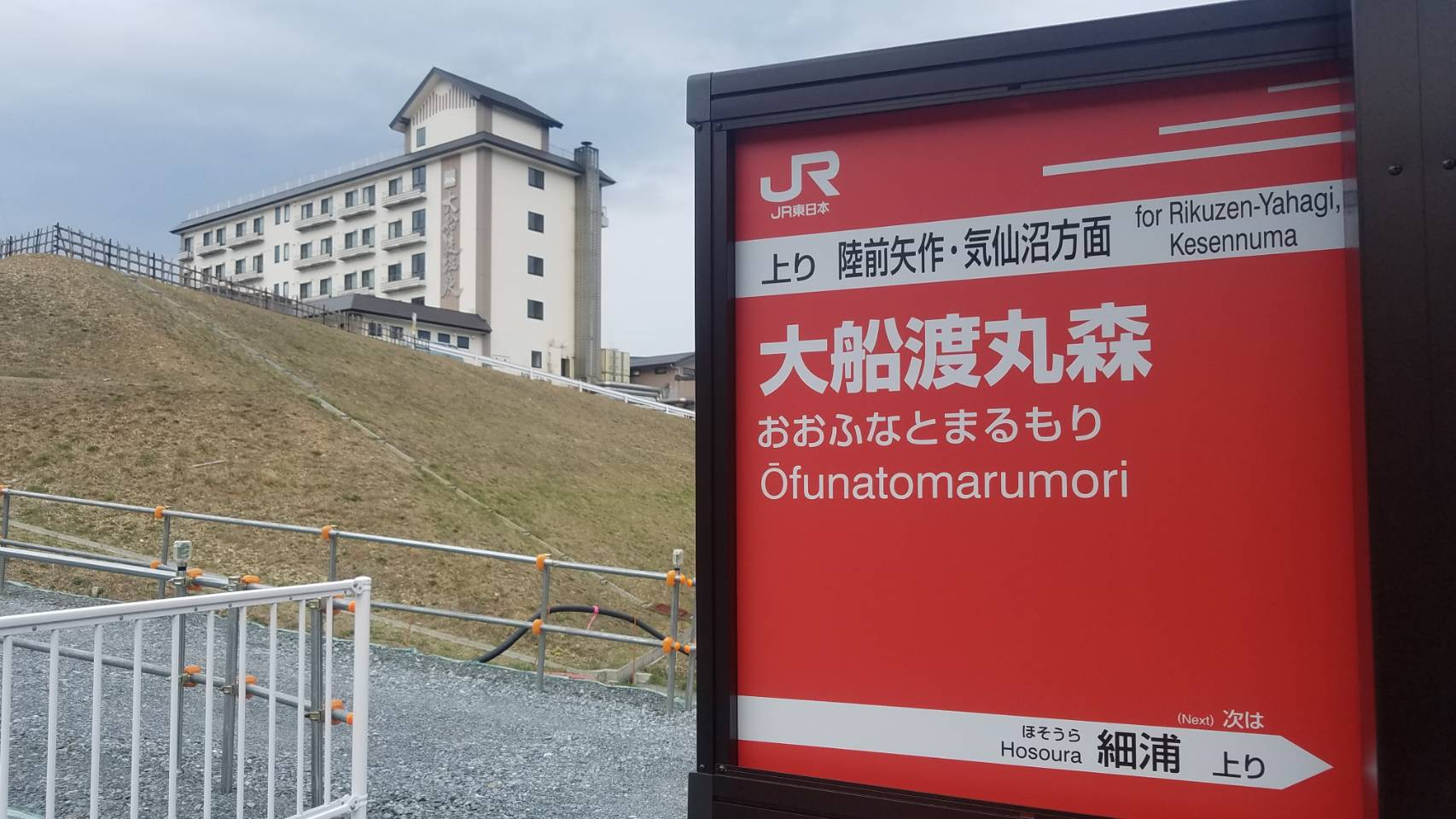
駅名標の後方に大船渡温泉が見える。

2018年（平成30年）に開業した温泉旅館「大船渡温泉」に隣接している。当駅の開業まで、同温泉では下船渡駅まで送迎を行っていたが、新駅からすぐに足を運べるようになり、利用客が中心市街地へ繰り出す際にも利便性が高まると報じられている。
- 大船渡温泉
- 岩手県道38号大船渡広田陸前高田線
- 国道45号
- 三陸沿岸道路 大船渡碁石海岸インターチェンジ

## 隣の停留所
東日本旅客鉄道（JR東日本）
■大船渡線BRT
□快速・■普通
細浦駅 - 大船渡丸森駅 - 下船渡駅

### 記事本文
1. 1 2 3  「四つの新駅がスタート 「大船渡丸森」「陸前今泉」など 大船渡線BRT」『東海新報』2020年3月15日。2023年7月30日閲覧。
2. ↑  「大船渡線BRT新駅の設置について (PDF)」（プレスリリース）、東日本旅客鉄道盛岡支社／東日本旅客鉄道東北工事事務所、2019年10月9日。2023年7月31日閲覧。
3. ↑  「気仙沼線BRT・大船渡線BRTダイヤ改正について (PDF)」（プレスリリース）、東日本旅客鉄道盛岡支社／東日本旅客鉄道仙台支社、2020年1月22日。2020年1月23日時点のオリジナル (PDF)よりアーカイブ。2020年1月23日閲覧。
4. ↑  「大船渡線BRTに4つの新駅／岩手」『IBC岩手放送』2020年3月14日。2020年3月15日時点のオリジナルよりアーカイブ。2020年3月19日閲覧。
5. ↑  「大船渡線BRT新駅「大船渡丸森駅」「地ノ森駅」「田茂山駅」の駅設備について (PDF)」（プレスリリース）、東日本旅客鉄道盛岡支社、2020年2月18日。2020年2月19日時点のオリジナル (PDF)よりアーカイブ。2020年2月19日閲覧。

### 利用状況
1. 1 2  「BRT駅別乗車人員（2023年度）| 企業サイト：JR東日本」東日本旅客鉄道。2025年6月24日閲覧。
2. ↑  「BRT駅別乗車人員（2019年度）：JR東日本」東日本旅客鉄道。2025年6月24日閲覧。
3. ↑  「BRT駅別乗車人員（2020年度）| 企業サイト：JR東日本」東日本旅客鉄道。2025年6月24日閲覧。
4. ↑  「BRT駅別乗車人員（2021年度）| 企業サイト：JR東日本」東日本旅客鉄道。2025年6月24日閲覧。
5. ↑  「BRT駅別乗車人員（2022年度）| 企業サイト：JR東日本」東日本旅客鉄道。2025年6月24日閲覧。